# Enzo Rivellini
Crescenzio Rivellini detto Enzo (Napoli, 9 luglio 1955) è un politico italiano.

## Biografia
Amministratore delegato della Recam SpA (società mista: 51% alla regione Campania e 49% ad Italia Lavoro) dal 2003 al 2005, che si occupa della bonifica dei Regi Lagni del monte Somma.
Capogruppo di Alleanza Nazionale al Consiglio regionale della Campania, dove era stato eletto nell'aprile 2005.
Eletto al Parlamento europeo nel 2009 con 107.495 preferenze nella lista del PdL nella circoscrizione Italia meridionale.
È iscritto al Gruppo del Partito Popolare Europeo ed è Membro della Commissione per il controllo dei bilanci e della Commissione per la pesca.
Il 16 settembre 2009 ha fatto un intervento in napoletano al Parlamento europeo.
È Membro sostituto della Commissione per l'ambiente, la sanità pubblica e la sicurezza alimentare.
Ricopre anche l'incarico di Presidente della Delegazione interparlamentare per i Rapporti con la Repubblica Popolare Cinese.
Nel 2010 nello scontro tra Berlusconi e Fini segue quest'ultimo abbandonando il PdL aderendo a Futuro e Libertà per l'Italia per cui sarà coordinatore regionale in Campania. Polemico sulle scelte del partito fin dall'inizio ritorna poco dopo nel PdL 
Nel novembre 2011 ha dato vita all'associazione Mezzogiorno di Fuoco che fa riferimento all'area politico-culturale del centrodestra in Italia e del PPE in Europa.
Nel novembre 2013 con la rinascita di Forza Italia ha aderito al nuovo soggetto politico.
Il 14 febbraio 2014 presso l'Ufficio per l'Italia del Parlamento Europeo ha incontrato l'ex calciatore argentino Diego Armando Maradona, da anni al centro di un contenzioso con il fisco italiano, per portare il caso all'attenzione delle Istituzioni comunitarie.
Ricandidato alle Elezioni europee del 2014 nella Circoscrizione Italia meridionale per Forza Italia con 56.455 preferenze non viene rieletto. In seguito aderisce a Popolari per l'Italia in vista delle Elezioni Regionali in Campania del 2015 a sostegno del governatore uscente Stefano Caldoro.
La compagna Bianca D'Angelo è stata assessore alle politiche sociali nella giunta di Stefano Caldoro alla Regione Campania dal giugno 2014 per due anni.
Il 2 maggio 2016 viene ufficializzato il suo sostegno al candidato sindaco di Napoli Gianni Lettieri con la lista Napoli Capitale, quando inizialmente si era candidato lui stesso in autonomia, eleggendo un consigliere di minoranza.
Alle elezioni politiche del 2018, col sostegno della coalizione di centro-destra (in quota Fratelli d'Italia), si candida al Senato nel collegio uninominale Campania - 09, ma con 65.387 voti arriva secondo dietro a Virginia La Mura del Movimento 5 Stelle (111.741 voti) e non viene eletto.
In occasione delle elezioni regionali in Campania del 2020 si candida con Fratelli d’Italia ancora a sostegno di Caldoro che perderà nuovamente; raccoglie 4.565 preferenze nella circoscrizione di Napoli arrivando quinto in lista senza quindi essere eletto.
Alle elezioni comunali di Napoli del 2021 Napoli Capitale, insieme a PdF - Lega Sud Ausonia - Società e Famiglia, sostiene Catello Maresca, sconfitto al primo turno, e con il 2,6% viene eletta solo la compagna di Rivellini, Bianca D’Angelo, che nel 2024 aderisce alla Lega insieme a un consigliere proveniente dalla maggioranza. Nel novembre di quell’anno Rivellini sigla un patto federativo proprio con la Lega.